# Simocetus
Simocetus (від simus, «кирпатоносий», і cetus, «кит») — вимерлий рід зубатих китів, який жив протягом олігоценового періоду, приблизно 32 мільйони років тому.
Simocetus відомий за єдиною скам'янілістю черепа, знайденого в морських відкладеннях алевроліту формації Алсі на берегах річки Якіна в Орегоні в 1977 році мисливцем за викопними залишками регіону Дугласом Емлонгом. Вперше він був названий новозеландським палеонтологом Юаном Фордайсом у 2002 році і містить один вид, S. rayi. Він виявив, що його зуби і щелепа відрізняються від будь-якого іншого відомого кита, і подумав, що це, можливо, була донна годівниця, яка живилася за допомогою всмоктування морських безхребетних. Simocetus, можливо, мав схожі з сучасними китами здібності до ехолокації.